# Буртшайд (Рейнланд-Пфальц)
Буртшайд (нім. Burtscheid) — громада в Німеччині, розташована в землі Рейнланд-Пфальц. Входить до складу району Бернкастель-Віттліх. Складова частина об'єднання громад Тальфанг-ам-Ербескопф.
Площа — 2,99 км2. Населення становить 110 ос. (станом на 31 грудня 2020).